# Cemitério Siselinna
O Cemitério Siselinna (em estoniano:  Siselinna kalmistu) é uma área de cemitério no subdistrito de Juhkentali em Tallinn, na Estónia. A sua área é de 18,3 hectares.

## Partes
- Cemitério de Alexander Nevsky[1] (estabelecido em 1775)
- Cemitério de cólera (século 18)
- Cemitério de Old Kaarli (estabelecido em 1864)